# CORO
CORO（コロ、1988年6月30日 - ）は、日本の男性総合格闘家。JAPAN TOP TEAM所属。東京都足立区出身。妻は総合格闘家の伊澤星花。

## 来歴
17歳の時に近所にジムが出来たことをきっかけに格闘技を習い始める。アマチュアで東日本アマチュア修斗オープントーナメントで3位、PANCRASEバンタム級プロ昇格トーナメント優勝の実績を残す。
2010年4月にCAGE FORCEで総合格闘家としてプロデビューし、同団体で2連勝。2011年11月よりパンクラスに出場。2014年3月9日にROAD FCに出場し、イ・ユンジュンに判定0-3で敗北。
2017年9月16日に開催された「DEEP 79 IMPACT」でDEEPに初出場。小野隆史と対戦し、1Rにフロントチョークで一本勝ち。DEEPでは2018年に朝倉未来と対戦して0-3の判定負け、白川陸斗と対戦して1-1で引き分けた。
2022年3月6日に開催されたRIZIN LANDMARK vol.2でRIZINに初出場。増田拓真と対戦し2-1の判定勝ち。
2022年5月8日、DEEPバンタム級暫定王座決定戦にてDJ.taikiに5-0で判定勝利し、暫定王座を獲得。同年11月12日にDEEPバンタム級暫定タイトルマッチで挑戦者の石司晃一に判定0-5で敗北し、暫定王座から陥落。
2023年3月9日に伊澤星花と入籍。伊澤とは2022年6月に共同でブログを開設し、交際を公表していた。
2023年から2024年にかけてDEEPで力也に勝利、元谷友貴、瀧澤謙太、ソン・ジンスに敗北。
2025年6月14日に北海道で開催されたRIZIN LANDMARK 11で約3年3か月ぶりにRIZINに出場し、中島太一と2012年4月のPANCRASEでの敗戦以来、約13年2か月ぶりに再戦。左フックからのパウンドでTKO負け。

## 人物
リングネームであるCOROは、道場の先輩に本名のコウスケからコロスケとつけられたことに由来している。趣味はスニーカー集め。

## 戦績

### プロ総合格闘技
| 総合格闘技 戦績 | 総合格闘技 戦績 | 総合格闘技 戦績 | 総合格闘技 戦績 | 総合格闘技 戦績 | 総合格闘技 戦績 | 総合格闘技 戦績 |
| --------------- | --------------- | --------------- | --------------- | --------------- | --------------- | --------------- |
| 44 試合         | (T)KO           | 一本            | 判定            | その他          | 引き分け        | 無効試合        |
| 17 勝           | 2               | 8               | 7               | 0               | 5               | 0               |
| 22 敗           | 4               | 4               | 13              | 1               | 5               | 0               |

| 勝敗 | 対戦相手           | 試合結果                         | 大会名                                                                      | 開催年月日     |
| ×    | 中島太一           | 1R 1:34 TKO（左フック→パウンド） | RIZIN LANDMARK 11                                                           | 2025年6月14日  |
| ×    | ソン・ジンス       | 1R 4:03 リアネイキドチョーク     | DEEP 123 IMPACT                                                             | 2024年12月8日  |
| ×    | 瀧澤謙太           | 5分3R終了 判定0-3                | DEEP 119 IMPACT                                                             | 2024年7月14日  |
| ×    | 元谷友貴           | 2R 4:09 TKO（グラウンドパンチ）  | DEEP 116 IMPACT                                                             | 2023年11月11日 |
| ○    | 力也               | 1R 3:12 三角絞め                 | DEEP 113 IMPACT                                                             | 2023年5月7日   |
| ×    | 石司晃一           | 5分3R終了 判定0-5                | DEEP 110 IMPACT 【DEEPバンタム級暫定タイトルマッチ】                        | 2022年11月12日 |
| ○    | DJ.taiki           | 5分3R終了 判定5-0                | DEEP 107 IMPACT 【DEEPバンタム級暫定王座決定戦】                            | 2022年5月8日   |
| ○    | 増田拓真           | 5分3R終了 判定2-1                | RIZIN LANDMARK vol.2                                                        | 2022年3月6日   |
| ○    | RYUKI              | 2R 1:42 腕ひしぎ十字固め         | DEEP 105 IMPACT                                                             | 2021年12月12日 |
| ○    | 橋本優大           | 1R 2:44 三角絞め                 | DEEP 103 IMPACT                                                             | 2021年9月23日  |
| ×    | 石司晃一           | 5分2R終了 判定1-2                | DEEP 101 IMPACT                                                             | 2021年6月20日  |
| ○    | 東修平             | 1R 3:43 フロントチョーク         | DEEP 100 IMPACT～20th Anniversary～                                         | 2021年2月21日  |
| ×    | 昇侍               | 3R 4:55 TKO（スタンドパンチ）    | DEEP 96 IMPACT                                                              | 2020年8月23日  |
| ○    | ドリームマン       | 2R 4:11 TKO（グラウンドパンチ）  | DEEP 94 IMPACT                                                              | 2020年3月1日   |
| ○    | 清水俊一           | 5分2R終了 判定3-0                | DEEP 92 IMPACT                                                              | 2019年10月22日 |
| △    | 白川“Dark”陸斗     | 5分3R終了 判定1-1                | DEEP 85 IMPACT                                                              | 2018年8月26日  |
| △    | ハシャーンフヒト   | 5分2R終了 判定1-1                | DEEP 84 IMPACT                                                              | 2018年6月30日  |
| ×    | 朝倉未来           | 5分2R終了 判定0-3                | DEEP 83 IMPACT                                                              | 2018年4月28日  |
| ×    | 坂巻魁斗           | 1R 0:58 フロントチョーク         | DEEP 81 IMPACT                                                              | 2017年12月23日 |
| ○    | 小野隆史           | 1R 2:06 フロントチョーク         | DEEP 79 IMPACT                                                              | 2017年9月16日  |
| ×    | 藤井伸樹           | 3分3R終了 判定0-3                | PANCRASE 286                                                                | 2017年4月23日  |
| ×    | 原田惟紘           | 5分3R終了 判定0-3                | PANCRASE 281                                                                | 2016年10月2日  |
| ×    | 福島秀和           | 5分3R終了 判定0-3                | PANCRASE 大阪大会                                                           | 2016年7月31日  |
| ×    | 土屋大喜           | 3R 3:47 肩固め                   | 修斗 FIGHT & MOSH                                                           | 2016年4月23日  |
| ○    | 神田T800周一       | 3分3R終了 判定3-0                | PANCRASE 275                                                                | 2016年1月31日  |
| ×    | エドワード・トムズ | 2R 3:41 チョークスリーパー       | PANCRASE 272                                                                | 2015年11月28日 |
| ×    | 上田将勝           | 3分3R終了 判定0-3                | PANCRASE 271                                                                | 2015年11月1日  |
| ×    | 瀧澤謙太           | 2R 2:59 TKO（グラウンドパンチ）  | PANCRASE 270                                                                | 2015年10月4日  |
| ○    | 井関遼             | 3分3R終了 判定3-0                | PANCRASE 267                                                                | 2015年5月31日  |
| ○    | 山内慎人           | 3分3R終了 判定2-1                | PANCRASE 265                                                                | 2015年3月15日  |
| ○    | 佐々木郁矢         | 1R 1:53 チョークスリーパー       | PANCRASE 263                                                                | 2014年12月6日  |
| ×    | なおKING           | 3分3R終了 判定0-3                | PANCRASE 261                                                                | 2014年10月5日  |
| ×    | 合島大樹           | 3分3R終了 判定1-2                | PANCRASE 259                                                                | 2014年6月29日  |
| ×    | イ・ユンジュン     | 5分3R終了 判定0-3                | ROAD FC KOREA 002: KOREA vs. JAPAN                                          | 2014年3月9日   |
| ○    | 鈴木龍也           | 2R 4:54 TKO（グラウンドパンチ）  | Bayside FIGHT.2                                                             | 2013年12月31日 |
| △    | 諏訪園岳           | 5分2R終了 判定1-0                | Bayside FIGHT                                                               | 2013年9月1日   |
| ×    | 野中翔             | 5分2R終了 判定1-2                | PANCRASE 247 【ネオブラッド・トーナメント バンタム級 準決勝】               | 2013年5月19日  |
| ○    | 中村公彦           | 5分2R終了 判定3-0                | PANCRASE 246 【ネオブラッド・トーナメント バンタム級 1回戦】                | 2013年3月17日  |
| ○    | 乱暴               | 1R 1:50 腕ひしぎ十字固め         | PANCRASE 2012 PROGRESS TOUR                                                 | 2012年12月1日  |
| △    | 藤井伸樹           | 5分2R終了 判定0-1                | PANCRASE 2012 PROGRESS TOUR                                                 | 2012年9月1日   |
| ×    | 野中翔             | 1R 0:18（ローブロー）            | PANCRASE 2012 PROGRESS TOUR                                                 | 2012年8月5日   |
| ×    | 中島太一           | 5分2R終了 判定0-3                | PANCRASE 2012 PROGRESS TOUR 【ネオブラッド・トーナメント バンタム級 1回戦】 | 2012年4月28日  |
| ○    | 土佐健市           | 2R 1:39 チョークスリーパー       | PANCRASE 2012 PROGRESS TOUR                                                 | 2012年1月28日  |
| △    | 島崎巧             | 5分2R終了 判定0-0                | PANCRASE 2011 IMPRESSIVE TOUR                                               | 2011年11月12日 |

### アマチュア総合格闘技
| 勝敗 | 対戦相手 | 試合結果                             | 大会名                                                                 | 開催年月日     |
| ○    | 土井勝幹 | 2R 1:33 フロントチョーク             | PANCRASE 2011 IMPRESSIVE TOUR                                          | 2011年9月4日   |
| ○    | 小宮稔大 | 3分2R終了 延長判定3-0                | PANCRASE 2011 IMPRESSIVE TOUR 【バンタム級プロ昇格トーナメント準決勝】 | 2011年7月10日  |
| ○    | 千田昇   | 1R 1:34 リアネイキッドチョーク       | PANCRASE 2011 IMPRESSIVE TOUR 【バンタム級プロ昇格トーナメント1回戦】  | 2011年7月10日  |
| ○    | 将太     | 1R 2:35 三角絞め                     | CAGE FORCE                                                             | 2010年6月19日  |
| ○    | ICE      | 1R 0:43 KO（右ストレート→パウンド）  | CAGE FORCE                                                             | 2010年4月11日  |
| ×    | 桑原悠   | 1R 1:01 フロント・スリーパーホールド | 第6回東日本アマチュア修斗オープントーナメント 【フェザー級2回戦】      | 2009年12月20日 |
| ○    | 伊藤貴昭 | 4分1R終了 判定23-22                  | 第6回東日本アマチュア修斗オープントーナメント 【フェザー級2回戦】      | 2009年12月20日 |

## 獲得タイトル
- 2011年プロ昇格トーナメント優勝
- DEEPバンタム級暫定王者（2022年）